# Tomás Vera Barros
Tomás Vera Barros fue un político y abogado argentino, que se desempeñó como Gobernador de La Rioja entre 1913 y 1916.

## Biografía
Nació en la ciudad de La Rioja en 1867 con el nombre de Tomás Feliciano, era hijo Tomás Vera Flores y de Eloísa Barros Ahumada, contrajo nupcias con Elena Reyes Vallejo. Cursó sus estudios de Abogacía en la Universidad de Córdoba, luego se trasladó a Rosario donde dio sus primeros pasos como Abogado.
Fue presidente del Consejo General de Educación cuando fue designado en 1895 y rector del Colegio Nacional de La Rioja entre 1904 y 1913, cuando abandona el puesto al obtener la nominación a gobernador. Fue además designado ministro de Gobierno entre 1903 y 1904 durante las gestiones de los gobernadores Wenceslao Frías y Emilio H. González, y fue posteriormente miembro de una Convención Constituyente.
En 1913 fue elegido gobernador, junto con Silvano Castañeda como vicegobernador, por el Partido Conservador Centrista, derrotando a Pelagio Luna de la Unión Cívica Radical. Permaneció en el cargo hasta 1916, cuando finaliza su mandato, que en ese entonces era de solamente tres años.